# Moritz Geisenheimer
Moritz Geisenheimer (* 1818; † 27. März 1878 in Düsseldorf) war ein deutscher Kaufmann, Dramatiker, Aktivist der jüdischen Emanzipation und der deutschen Turn- und Nationalbewegung, einer der ersten Sportfunktionäre in Düsseldorf sowie Publizist und Politiker der demokratischen Bewegung während der Deutschen Revolution 1848/1849.

## Leben
Der Kaufmann Moritz Geisenheimer hatte mitten in der Düsseldorfer Altstadt, in der Bolkerstraße, eine Gewürz- und Kolonialwarenhandlung, später in der Bahnstraße 41 (heute Stadtteil Stadtmitte). Literarisch und an den zeitgenössischen Themen des Judentums in Deutschland interessiert, schrieb er 1841 einen Artikel für die in Leipzig erscheinende Allgemeine Zeitung des Judentums, in dem er den Philologen und Dichter Ludwig Wihl vorstellte. Dessen Bruder, der Maler Lazarus Wihl, gehörte im Vormärz zu Geisenheimers Freundeskreis.
Im öffentlichen Leben seiner Stadt trat Geisenheimer erstmals durch ein Drama in Erscheinung, das er als bis dahin unbekannter Bühnenautor unter dem Titel Der Bravo bei der Direktion des Düsseldorfer Theaters eingereicht hatte und das am 30. März 1847 auf dessen Bühne mit nur mäßigem Erfolg seine Uraufführung erlebte. Der Stoff des Theaterstücks war der 1831 veröffentlichten Novelle The Bravo von James Fenimore Cooper entnommen und führte in Form einer Romanze die Geschichte eines Carlo vor, eines Freiheitskämpfers  für Volkssouveränität und Republikanismus, der nach Errettung aus Kerkerhaft schließlich die Auswanderung vorzieht, dabei jedoch ankündigt, zu besserer Zeit wiederkehren zu wollen. Die Kritik zeigte sich weder von dem Schluss des Stückes noch von der Aufführung begeistert.
Im Sommer 1847 trat Geisenheimer auch politisch in Erscheinung. Anlass war eine antijüdische Bemerkung, die der preußische Staatsminister Ludwig Gustav von Thile in der „Drei-Stände-Kurie“ des Ersten Vereinigten Landtags im Zuge von Beratungen zum Judengesetz von 1847 abgegeben hatte und die anschließend über Pressemeldungen verbreitet worden war. Von Thile hatte in einer Sitzung dieses Gremiums am 14. Juni 1847 behauptet, dass „der Jude an und für sich kein Vaterland haben kann, als das, worauf ihn sein Glaube verweise. Zion ist das Vaterland der Juden.“ Juden könnten aus diesem Grunde nie Deutsche werden und seien demzufolge auch unfähig, staatliche Ämter zu übernehmen. Dagegen protestierte Geisenheimer zusammen mit dem Kaufmann Louis Bacharach (1812–1890) und dem Arzt Salomon Heinemann in der in Heidelberg erscheinenden liberalen Deutschen Zeitung mit folgender öffentlicher Erklärung:

„Wir erklären laut und vor aller Welt: Wir Juden Preußens haben und ersehnen kein anderes Vaterland als das Land, dessen Ruhm und Größe unser Ruhm und unsere Größe, dessen Sprache die unsere, dessen Sitten die unseren sind, dessen Fall und Erhebung wir als einen Theil des Ganzen lebendig mitfühlen, für dessen Freiheit wir zu kämpfen und zu sterben wissen. Deutschland resp. Preußen ist das Land, in welchem wir geboren, in welchem unsere Todten ruhen, dessen Brüder unsere Brüder sind. Wir haben kein anderes Vaterland als unser Deutschland, unser Preußen mit seiner Geschichte und Zukunft. Der Geist der Versöhnung und Eintracht wird sich, dessen sind wir uns gleichfalls bewußt, zuletzt auch in das Herz des Unduldsamsten niedersenken. Bis dahin sind wir und unsere sämmtlichen Glaubensgenossen, um mit Uriel Acosta zu reden, ‚von denen die am Wege sterben.‘“

1847 war Geisenheimer auf dem Gebiet des Turnens gesellschaftlich aktiv. In jenem Jahr gehörte er zu den Gründern des „Turnvereins für Erwachsene“, einem der ältesten Turnvereine im Rheinland, der unter dem Namen Düsseldorfer Turnverein von 1847 noch heute existiert. In den Jahren 1848, 1850 und 1851 führte er den Vorstand dieses Vereins, dessen Aufgabe auch darin gesehen wurde, das Volk wehrhaft zu machen.
Als in Düsseldorf die Märzrevolution 1848 ausbrach und eine von Lorenz Cantador geführte Bürgerwehr öffentlichkeitswirksam durch die Straßen der Stadt paradierte, entstanden auf örtlicher Ebene Vereine, die politische Interessen öffentlich artikulierten. Im April 1848 zählte Geisenheimer zu den Gründern des Vereins für demokratische Monarchie. Als eine der führenden Personen des Vereins, der bei den Wahlen zur Frankfurter Nationalversammlung und zur Preußischen Nationalversammlung seine Kandidaten mit deutlicher Mehrheit durchsetzen konnte, vertrat Geisenheimer die Düsseldorfer Demokraten auf dem rheinisch-westfälischen Kongress am 12. August 1848 in Köln. Außerdem fungierte er als Herausgeber und Redakteur des Vereinsorgans Die Volksstimme.
Geisenheimer starb – betrauert von Ehefrau, Nachwuchs und Schwager – nach längerem Leiden im Alter von 59 Jahren in Düsseldorf.